# Cytherea dispar
Cytherea dispar är en tvåvingeart som först beskrevs av Friedrich Hermann Loew 1873.  Cytherea dispar ingår i släktet Cytherea och familjen svävflugor. Inga underarter finns listade i Catalogue of Life.